# 田灣邨公共運輸交匯處

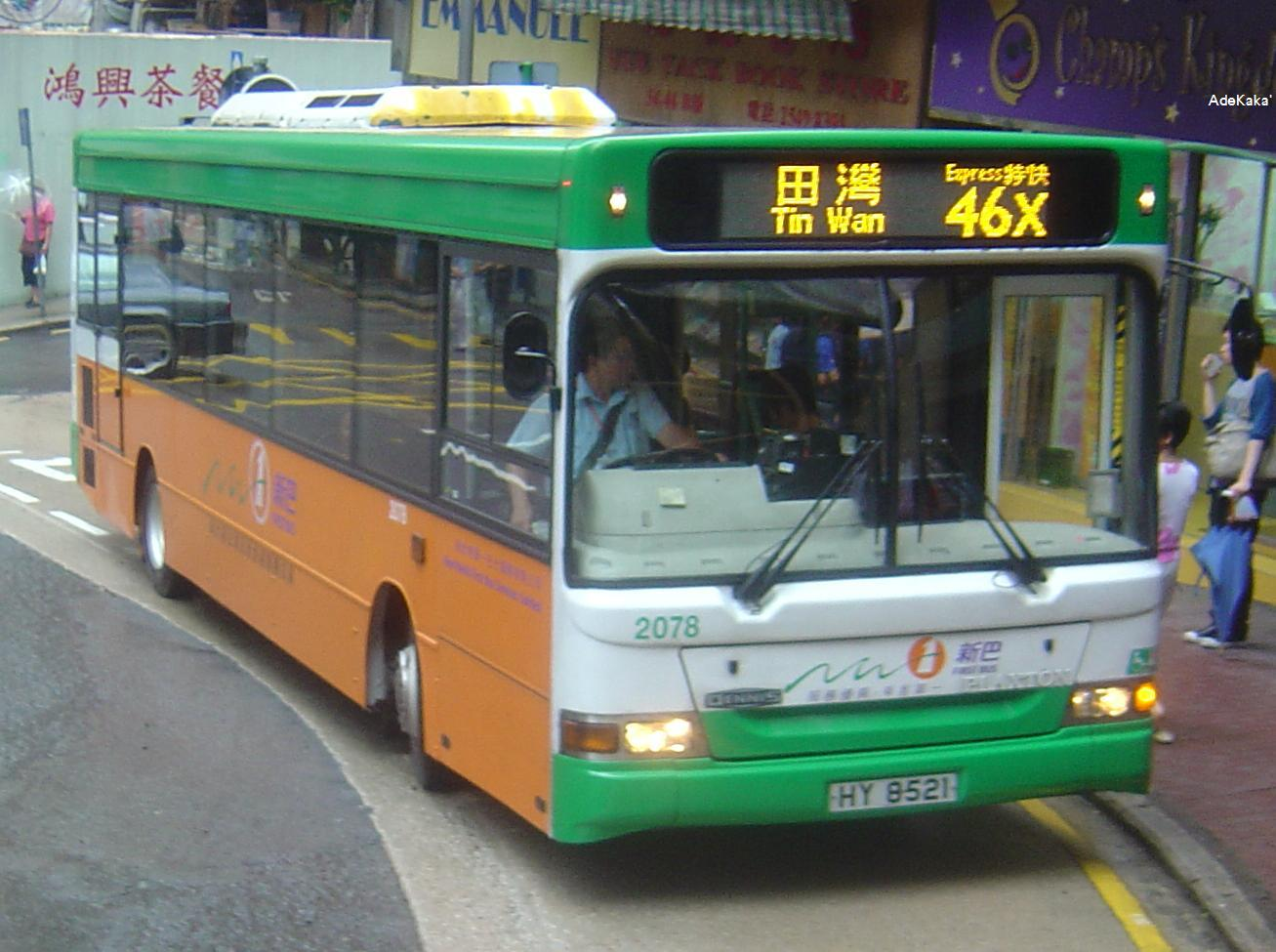
新巴46X線

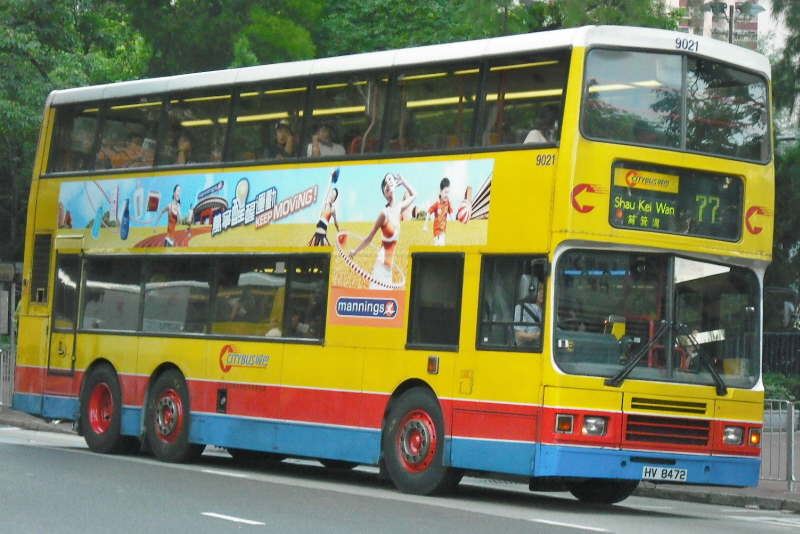
城巴77線

田灣邨公共運輸交匯處（英語：Tin Wan Estate Public Transport Interchange）是香港南區田灣其中一個巴士總站，位於田灣邨多層停車場地面，田灣商場外。下山方向可以到香港仔。

## 歷史
- 1998年4月27日：配合田灣邨重建完成，城巴77線遷往田灣。
- 2001年5月20日：新巴46X線投入服務，入駐田灣巴士總站，循環往金鐘。
- 2009年9月1日：此交匯處成為憲報公告指明為禁止吸煙區的公共運輸設施。

## 總站路線資料（巴士）

### 城巴4號線（特別班次）
- 田灣 → 中環 → 華富（南）

2015年5月17日起，為配合港鐵西港島綫通車而作出的巴士路線重組計劃，本線逢星期一至六（公眾假期除外）上午繁忙時間新增三班由本站開出的特別班次。

### 城巴43M線
- 田灣 ↺ 石塘咀

2014年12月28日，配合西港島綫通車，本線投入服務，為居民提供港鐵接駁服務。

### 城巴77線
- 田灣 ↔ 筲箕灣

於1998年4月27日投入服務，經銅鑼灣、北角及太古等地，並以筲箕灣為終點站。

### 城巴77A線
- 筲箕灣 → 田灣

於2018年9月17日起投入服務，只於星期一至五下午繁忙時間由筲箕灣單向開出一班往田灣。

### 城巴93C線
- 田灣 → 堅道

於1998年7月6日投入服務，祇於早上上課日提供單向服務往堅道。

### 城巴95P線
- 田灣 → 鴨脷洲邨

95C號線的特別班次，於2002年5月6日起投入服務，於上課日下午提供服務。

### 過海隧道巴士970X線（特別班次）
- 田灣邨 → 長沙灣（甘泉街）

1998年2月5日投入服務，平日上下午繁忙時間提供服務，途經置富花園、薄扶林、瑪麗醫院、西營盤、佐敦、油麻地、太子。

## 總站路線資料（專線小巴）

### 香港島專線小巴31線
- 田灣 ↔ 銅鑼灣（謝斐道）
- 田灣 ↔ 金鐘（德立街）(特別班次)

### 香港島專線小巴31X線
- 田灣邨 ↔ 銅鑼灣（謝斐道）

### 香港島專線小巴N31線
- Template:HK MiniBus Route HK Show:N31

## 途經路線資料（巴士）

### 城巴71P線
- 深灣 → 中環碼頭

## 利用狀況
總站設有小巴，但巴士來往港島區收費較低，所以吸引田灣邨居民乘搭。

## 外部連結
- 田灣邨公共運輸交匯處 （页面存档备份，存于），城巴／新巴